# Arsenoliet
Het mineraal arsenoliet is een arseen-oxide met de chemische formule As2O3.

## Eigenschappen
Het doorzichtig tot doorschijnend witte, lichtgele, blauwe of rode arsenoliet heeft een doffe tot glasglans, een witte streepkleur en de splijting van het mineraal is perfect volgens het kristalvlak [111]. Het kristalstelsel is kubisch. Arsenoliet heeft een gemiddelde dichtheid van 3,7, de hardheid is 1,5 en het mineraal is niet radioactief. De brekingsindex is van 1,755 en het mineraal kent geen dubbelbreking doordat het isotroop is.

## Naam
De naam van het mineraal arsenoliet is afgeleid van de chemische samenstelling; het element arseen.

## Voorkomen
Arsenoliet is een secundair mineraal dat gevormd wordt in arseen-houdende gesteenten. De typelocatie van arsenoliet is de Sankt Andreasberg, Harz in Duitsland. Het wordt verder gevonden in de Amargosa-mijn in San Bernardino County in Californië, Verenigde Staten.